# 국립경주문화유산연구소
국립경주문화유산연구소(國立慶州文化遺産硏究所, Gyeongju National Research Institute of Cultural Heritage), 과거 국립경주문화재연구소(國立慶州文化財硏究所)는 국립문화유산연구원의 소속기관이다. 2005년 8월 16일 발족하였으며, 경상북도 경주시 불국로 132에 위치하고 있다. 소장은 서기관·기술서기관 또는 학예연구관으로 보한다.

## 연혁
- 1973년 3월 22일: 미추왕릉지구발굴조사단 구성.
- 1975년 10월 31일: 경주고적발굴조사단으로 개편.
- 1990년 1월 3일: 문화재연구소 소속으로 경주문화재연구소 설치.[2]
- 1990년 1월 30일: 경주문화재연구소 개소.
- 1995년 11월 22일: 국립문화재연구소 소속으로 변경.[3]
- 2005년 5월 11일: 경주출토유물보관동 건립 이전.
- 2005년 8월 16일: 국립경주문화재연구소로 개편.[4]

## 관할구역
- 대구광역시
- 경상북도

## 조직

### 소장
- 기획운영과[5]
- 학예연구실[6]